# Journal der russischen physikalisch-chemischen Gesellschaft
Das Journal der russischen physikalisch-chemischen Gesellschaft (russisch Журнал Русского физико-химического общества) war eine neun bis zehn Mal im Jahr von der Russischen Physikalisch-Chemischen Gesellschaft herausgegebene wissenschaftliche Fachzeitschrift. Sie erschien von 1869 bis 1930. Zunächst wurde sie unter dem Namen Journal der russischen chemischen Gesellschaft (russisch Журнал Русского химического общества) veröffentlicht. Redakteur der Zeitschrift war bis 1901 Nikolai Alexandrowitsch Menschutkin. Die Zeitschrift erschien zunächst mit neun Ausgaben im Jahr.
1873 wurde das Journal in zwei Abschnitte aufgeteilt, den chemischen Teil und den physikalischen Teil. Der Name wurde in Journal der russischen chemischen Gesellschaft und physikalischen Gesellschaft (russisch Журнал Русского химического общества и Физического общества) geändert. Nach der Vereinigung der beiden Gesellschaften zur Russischen Physikalisch-Chemischen Gesellschaft im Jahr 1878 wurde der Name der Zeitschrift in Journal der russischen physikalisch-chemischen Gesellschaft geändert, wobei sie weiterhin aus einem chemischen und einem physikalischen Teil bestand. Ab 1879 erschienen zehn Ausgaben im Jahr. Übersichtsartikel aus dem physikalischen Teil des Journals wurden von 1907 bis 1918 auch separat unter dem Titel Fragen der Physik (russisch Вопросы физики) veröffentlicht.
Redakteure des physikalischen Teils der Zeitschrift waren: Dmitri Konstantinowitsch Bobyljow (1872–1874), Iwan Iwanowitsch Borgman (1875–1901), Nikolai Alexandrowitsch Gesechus (1902–1903, 1912–1918), Nikolai Alexandrowitsch Bulgakow (1905), Wladimir Konstantinowitsch Lebedinski (1906–1910), Fjodor Jakowlewitsch Kapustin (1911), N. N. Georgijewski (1918–1923) und Abram Fjodorowitsch Joffe (1924–1930). Redakteur des chemischen Teils war nach Menschutkin von 1901 bis 1930 Alexei Jewgrafowitsch Faworski.
Im März 1869 wurde in der Zeitschrift der Artikel Die Abhängigkeit der chemischen Eigenschaften der Elemente vom Atomgewicht von Dmitri Iwanowitsch Mendelejew über periodische Gesetzmäßigkeiten der chemischen Elemente veröffentlicht.
1930 wurde die Russische Physikalisch-Chemische Gesellschaft aufgelöst und die Zuständigkeit für die Zeitschrift der Russischen Akademie der Wissenschaften übertragen. Als Nachfolger des Journals wurden 1931 die Zeitschrift für Allgemeine Chemie und die Zeitschrift für Experimentelle und Theoretische Physik eingeführt.